# Nasdaq Composite

Nasdaq Composite 1971-2021, escala logarítmica.

El índice Nasdaq Composite se disparó a fines de la década de 1990 y luego cayó bruscamente como resultado de la burbuja puntocom.

El Nasdaq Composite (símbolo bursátil ^IXIC) es un índice bursátil que incluye casi todas las acciones que cotizan en la bolsa de valores Nasdaq, con un total de más de 5000 empresas. Junto con el Dow Jones Industrial Average y el S&P 500, es uno de los tres índices bursátiles más seguidos en los Estados Unidos. La composición del NASDAQ Composite está fuertemente ponderada hacia las empresas del sector de tecnología de la información (tanto nacionales como extranjeras). 
No se debe confundir con el índice Nasdaq 100, que incluye a 100 de las empresas no financieras más grandes del Nasdaq Composite, y que representa más del 90% del movimiento del Nasdaq Composite.
El Nasdaq Composite es un índice ponderado por capitalización; su precio se calcula tomando la suma de los productos del precio de cierre y la participación en el índice de todos los valores del índice. Luego, la suma se divide por un divisor que reduce el orden de magnitud del resultado.
El índice fue desarrollado con un nivel base de 100 a fecha 5 de febrero de 1971. Las empresas se ponderan por el criterio de capitalización. La alta ponderación de valores tecnológicos dentro del mercado Nasdaq, ha hecho este índice muy popular, aunque es más volátil y especulativo que los índices del NYSE.